# Zoe FM
Zoe FM is een miniketen van lokale radio's in de Provincie Antwerpen. Basisstation van de keten is Radio Zoe, een lokale radio in Zoersel die sinds 1991 onder deze naam te beluisteren is. In 2004 kwam er een tweede frequentie bij in Beerse.
Sinds het begin van de uitzendingen in 1991 werd het station geprofileerd als een hitradio. Later werden een aantal format-wissels doorgevoerd waaronder "supergoud" en "non stop soft pop". Sinds 2009 gebruikte Zoe FM als tagline "70's & 80's hits".
Sinds 28 mei 2011 heeft het station een 3de frequentie in gebruik genomen, gericht op de Stadsregio Turnhout en enkele omliggende gemeenten. Sindsdien is ook de tagline aangepast naar "hier zijn de classics !".
In juli 2013 verkreeg de vzw KFM - Kalmthout FM (tijdens een mini-erkenningsronde waarbij 8 ongebruikte FM-frequenties doorheen Vlaanderen verdeeld werden) een erkenning om uit te zenden vanuit Kalmthout op FM 107.9. De vzw KFM maakt deel uit van Zoe FM en is in 2014 van start gegaan als de 4de frequentie van de miniketen.

## Frequenties
- FM 104.9 Voorkempen (vanuit Zoersel)
- FM 106.9 Noorderkempen (vanuit Beerse)
- FM 107.8 Stadsregio Turnhout (vanuit Beerse) (sinds 28/05/2011)
- FM 107.9 Noord-Antwerpen (vanuit Kalmthout) (sinds 03/06/2014)